# Zvonko Milojević
Zvonko Milojević (Serbia) es un exfutbolista serbio. Su posición era arquero.

## Biografía
Hizo su debut en el primer equipo del Estrella Roja de Belgrado a la edad de 17 años en el partido de vuelta de octavos de final de la Copa de la UEFA, frente al Colonia. Sus primeros años en el club los pasó como suplente de Stevan Stojanović. Después que Stojanović dejó el equipo, después del título de la copa europea en 1991, Milojević, de 20 años compartió el arco con Dragoje Leković. En los siguientes años  Milojević se convirtió en el primer arquero hasta 1997 donde aunque hubo una negociación con el Sevilla FC acabó fichando por el R.S.C. Anderlecht.
En 2007 se vio envuelto en un accidente de auto en Alemania, donde recibió varias heridas.

## Clubes
| Club          | País       | Año         |
| ------------- | ---------- | ----------- |
| Estrella Roja | Yugoslavia | 1989 - 1997 |
| Anderlecht    | Bélgica    | 1997 - 2003 |
| Lokeren       | Bélgica    | 2003 - 2007 |

## Palmarés

### Campeonatos internacionales
| Título                | Club          | País       | Año  |
| --------------------- | ------------- | ---------- | ---- |
| Copa Intercontinental | Estrella Roja | Yugoslavia | 1991 |